# 1985年ラグビーアイルランド代表の日本遠征
1985年ラグビーアイルランド代表の日本遠征では、1985年5月から6月にかけてアイルランド代表が日本に遠征し日本代表とのテストマッチを含む計5試合が組まれた。

## 試合日程・結果
| 日時          | 会場                       | ホーム   | スコア | アウェイ     |
| ------------- | -------------------------- | -------- | ------ | ------------ |
| 1985年5月19日 | 岩手県営運動公園（岩手県） | 関東代表 | 15-42  | アイルランド |
| 1985年5月22日 | 仙台市陸上競技場（宮城県） | 日本選抜 | 10-34  | アイルランド |
| 1985年5月26日 | 長居陸上競技場（大阪府）   | 日本     | 13-48  | アイルランド |
| 1985年5月29日 | 瑞穂ラグビー場（愛知県）   | 関西代表 | 13-44  | アイルランド |
| 1985年6月2日  | 秩父宮ラグビー場（東京都） | 日本     | 15-33  | アイルランド |